# Theotima radiata
Theotima radiata is een spinnensoort uit de familie Ochyroceratidae. De soort komt voor in Cuba, Puerto Rico en Venezuela.